# 塔德乌什·鲁特科夫斯基
塔德乌什·鲁特科夫斯基（波蘭語：Tadeusz Rutkowski，1951年4月25日—），波兰男子举重运动员。他曾代表波兰参加1976年和1980年夏季奥林匹克运动会举重比赛，获得二枚铜牌。